# جمبی، اندونزی
جمبی (اندونزیایی: Jambi City) شهری در استان استان جمبی کشور اندونزی است. جمعیت این شهر بر اساس سرشماری سال ۱۹۹۰ میلادی، ۳۰۱٫۴۳۰ نفر و بر اساس سرشماری سال ۲۰۰۰ میلادی، ۳۷۶٫۳۱۲ بوده که در سال ۲۰۰۷ میلادی به ۴۳۷٫۷۱۶ نفر افزایش یافته‌است.